# 桑德比奇 (紐約州)
桑德比奇（英語：Sound Beach）是位於美國紐約州薩福克縣的普查規定居民點。

## 人口
根據2020年美國人口普查的數據，桑德比奇的面積為6.62平方千米，當中陸地面積為4.24平方千米，而水域面積為2.38平方千米。當地共有人口7416人，而人口密度為每平方千米1,120.24人。